# Бентлі Літтл
Бентлі Літтл (англ. Bentley Little; нар. 21 грудня 1960, Аризона) — американський письменник, автор численних романів жахів, у тому числі «Откровення» (англ. The Revelation), який отримав премію Брема Стокера. Пише також під псевдонімом Філіп Еммонс (англ. Philip Emmons).

## Біографія
Літтл народився в 1960 році в небагатій сім'ї в штаті Аризона. Його найкращим другом у гімназії був Стівен Хілленберг, який створив Nickelodeon, зокрема й Spongebob Squarepants. Бентлі отримав ступінь бакалавра в сфері комунікацій та магістра англійської та порівняльної літератури в Університеті штату Каліфорнія Fullerton, альма-матер Джеймса Камерона та Кевіна Костнера. Був блискучим студентом, хоча й конфліктував з адміністраторами. Досі залишаються невідомими причини, з яких його статті постійно були «поза оприлюдненням».
Його дипломною роботою був роман «Откровення» (The Revelation 1990), який згодом було опубліковано. У 1991 цей роман отримав премію Брема Стокера. З того часу він написав більше десяти романів, його роботи були перекладені сімома мовами. Кілька романів Літтла були адаптовані для екранізування.
Наразі автор тішить своїх прихильників новими книгами працюючи в Південній Каліфорнії, де він мешкає разом з дружиною.

## Творчість
Хоча Бентлі має величезний і зростаючий легіон шанувальників, його ставлення до критиків та творців жахів залишається проблематичним. Періодичні видання називали його роботу «кошмарно блискучою», але обидва «Kirkus» та «Library Journal» відмовилися переглянути його роботу та суворо заборонили згадувати його ім'я на своїх сторінках.

## Письменницьке життя
По суті, Літтл є самітницькою фігурою в літературі, яка погоджується на кілька інтерв'ю і рідко з'являється на публіці. Бентлі до сих пір викликає гнів редакторів антологій та журналів жахів, що ті не переглядають його роботи та не друкують його короткі оповідання.
Елен Дартлоу (Ellen Datlow) у своїй «Year's Best overview» постійно посилається на те, що Бентлі Літтла навіть не існує. Разом з тим, два найвидатніших у світі письменника жахів у світі Стівен Кінг та Дін Кунц (Dean Koontz) є величезними поціновувачами творчости Літтла.
Той факт, що книжкові магазини у штатах Алабама і Міссісіпі, не будуть продавати його роботи, що його книги були заборонені в бібліотеках у 34 штатах, що щонайменше 18 коледжів літературного напрямку наразі вивчають його роботи, що він зробив тяжкими ворогами буквально з десяток инших письменників та редакторів, два з яких пообіцяли фізично розправитися з ним, якщо вони коли-небудь його побачать, практично гарантує, що цей провокаційний автор буде надавати нам поживу для роздумів протягом тривалого часу в майбутньому.
Простота та людяність — ось основна тема його оповідань. Зустрічаючись з незбагненним, піддаючись навіяним автором моторошним подіям, тим не менш людина завжди міркує, страждає, позбавляється дорогого їй і все ж таки виходить переможцем.

## Нагороди
- 1990 Премія Брема Стокера — переможець: Найкращий перший роман («Одкровення») (The Revelation)
- 1993 Премія Брема Стокера — номінація: Найкращий роман («Скликання») (The Summoning)
- 2002 Премія Брема Стокера — номінація: Найкраща белетристика («Колекція») (The Collection)